# 64 Angelina
64 Angelina este un asteroid din centura principală. Aparține puțin comunei clase spectrale E.

## Descoperirea
Asteroidul Angelina a fost descoperit la 4 martie 1861 de către astronomul german Ernst Wilhelm Tempel, prolific „vânător” de comete de la Observatorul din Marsilia. A fost primul din cei cinci asteroizi descoperiți de el.

## Denumire
La îndemnul lui Benjamin Valz, directorul Observatorului din Marsilia, Tempel a denumit noul asteroid descoperit Angelina, în amintirea stației astronomice a baronului Franz Xaver von Zach, situată pe înălțimile din apropiere Marsiliei. Alegerea acestui nume a fost aspru criticată de astronomii germani și englezi, îndeosebi de John Herschel și de George Airy, deoarece nu se continua uzul tradițional de numire a asteroizilor inspirându-se din personaje mitologice.